# Colomastix falcirama
Colomastix falcirama är en kräftdjursart som beskrevs av LeCroy 1995. Colomastix falcirama ingår i släktet Colomastix och familjen Colomastigidae. Inga underarter finns listade i Catalogue of Life.